# Kai Siegbahn

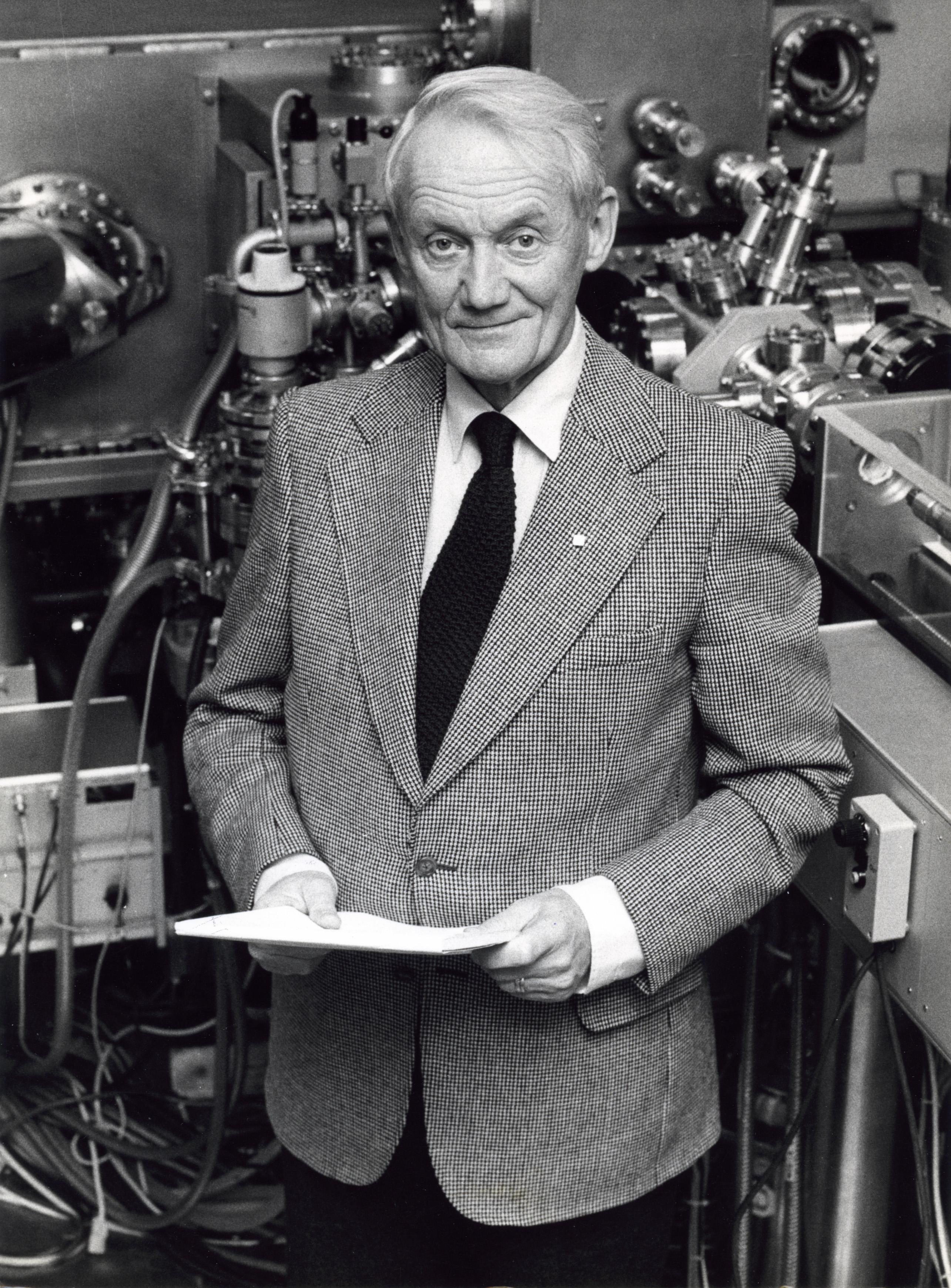
Kai Manne Börje Siegbahn

Kai Manne Börje Siegbahn (* 20. April 1918 in Lund; † 20. Juli 2007 in Ängelholm) war ein schwedischer Physiker und Nobelpreisträger.

## Leben
Kai Siegbahn wurde als zweiter Sohn des Physiknobelpreisträgers Manne Siegbahn und seiner Frau Karin Högbom geboren. Nach dem Besuch des Gymnasiums in Uppsala studierte er von 1936 bis 1942 Physik, Mathematik und Chemie an der Universität Uppsala und promovierte 1944 in Stockholm mit dem Thema "Studies in Beta Spectroscopy". Von 1942 bis 1951 arbeitete er am Nobel-Institut für Physik – dem heutigen Manne Siegbahn Institut für Physik. 1951 wurde er Professor für Physik an der Königlich Technischen Hochschule Stockholm. Er wechselte 1954 an den Lehrstuhl der Universität Uppsala, den bereits sein Vater bis 1937 innehatte. Siegbahn war Mitglied vieler Vereinigungen, unter anderem der Königlich Schwedischen Akademie der Wissenschaften und Präsident der International Union of Pure and Applied Physics (IUPAP).
Als Gründer der Zeitschrift "Nuclear Instruments and Method" 1956 nahm er als ihr Redakteur intensiven Einfluss auf eine klare, wissenschaftlich fundierte Ausrichtung der Inhalte. Damit hat er sich über die Landesgrenzen von Schweden hinaus ein stabiles Netzwerk an Partnern und internationales Ansehen geschaffen. Im Jahre 1965 ist er Herausgeber des Buches "Alpha-, Beta- und Gammastrahlenspektroskopie" mit Artikeln und Fachbeiträgen von 77 anerkannten Experten der Strahlenspektroskopie.
Er heiratete am 23. Mai 1944 Anna Brita Rhedin und hatte drei Kinder, Per (* 1945, Professor für Chemie in Stockholm), Hans (* 1947, Professor für Physik in Uppsala) und Nils (* 1953).

## Werk
Siegbahn arbeitete auf dem Gebiet der Atom- und Molekülphysik, der Kernphysik, Plasmaphysik und Elektronenoptik.
Ende 1950 bis Anfang 1960 entwickelten Siegbahn und andere aus dem bis dahin bekannten Photoelektrischen Effekt eine bedeutende Messmethode. Der entscheidende Betrag dabei war die Entwicklung eines Elektronenspektrometers mit bis dahin nicht erreichter Genauigkeit, die es ermöglichte den durch Röntgenstrahlen ausgelöste Elektronen aus einem Material, ihrem Ursprungsort (Atomsorte und Schale) zuzuordnen. Das Ergebnis der Messung ist eine chemische Analyse der Zusammensetzung des getesteten Materials, woraus sich auch der Name ESCA (engl. electron spectroscopy for chemical analysis) ableitet. Für diese Arbeiten wurde er 1981 mit dem Nobelpreis für Physik „für seinen Beitrag zur Entwicklung der hochauflösenden Elektronenspektroskopie“ ausgezeichnet.

## Auszeichnungen
- 1945: Lindblom-Preis
- 1955: Björkén-Preis
- 1962: Celsius-Medaille
- 1971: Sixten Heyman Award, Universität Göteborg
- 1973: Harrison Howe Award, Rochester
- 1975: Maurice F. Hasler Award, Cleveland
- 1976: Chandler-Medaille, Columbia University New York
- 1977: Björkén-Preis
- 1978: Aufnahme in die American Academy of Arts and Sciences
- 1979: Torbern-Bergman-Medaille der Schwedischen Chemischen Gesellschaft.[1]
- 1982: Pittsburgh Award of Spectroscopy
- 1981: Nobelpreis für Physik
- 1983: Aufnahme in die National Academy of Sciences
- 1989: Aufnahme in die Academia Europaea[2]

Zudem ist der Hauptgürtelasteroid (10446) Siegbahn nach ihm benannt.